# 库莱讷
库莱讷（法語：Coulaines，法語發音：[kulɛn]）是法国萨尔特省的一个市镇，位于该省中部，省会勒芒市区以北，属于勒芒区和勒芒都会区。库莱讷是勒芒北郊重要的卫星城，其中南部为集中式居民区，北部为分散式居民区及绿地。

## 地理
库莱讷（48°1'36"N, 0°12'15"E）面积3.93 平方千米，位于法国卢瓦尔河地区大区萨尔特省，该省份为法国西北部内陆省份，北起顺时针与奥恩省、厄尔-卢瓦省、卢瓦-谢尔省、安德尔-卢瓦尔省、曼恩-卢瓦尔省和马耶讷省接壤，是法国大西部的入口，连接卢瓦尔河谷、布列塔尼和巴黎盆地。
与库莱讷接壤的市镇（或旧市镇、城区）包括：萨尔特河畔讷维尔、萨尔热莱勒芒、勒芒、圣帕瓦斯。
库莱讷的时区为UTC+01:00、UTC+02:00（夏令时）。

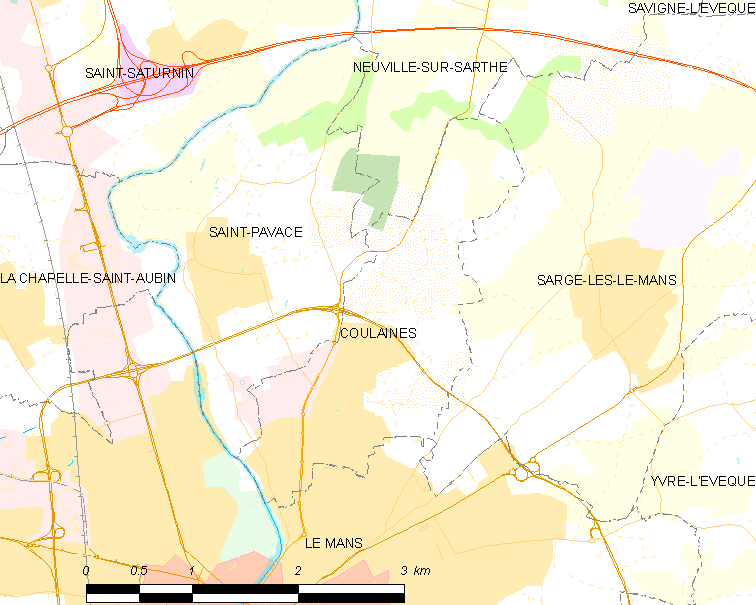
库莱讷的OSM定位图

## 行政
库莱讷的邮政编码为72190，INSEE市镇编码为72095。

## 政治
库莱讷所属的省级选区为勒芒第四县。

## 交通
多条勒芒公交线路经过库莱讷。

## 人口

1962-2008年间库莱讷人口变化图示

库莱讷于2022年1月1日时的人口数量为8049人。

## 友好城市
- 德国 魏厄
- 拉脫維亞 马多纳
- 美国 基蒂霍克
- 尼日尔 库雷（法语：Kouré）